# Kanadski dolar
Kanadski dolar (ISO 4217: CAD) je službeno sredstvo plaćanja u Kanadi od 1858. godine. Označava se s $ ili C$ - kako bi se razlikovao od ostalih valuta koje nose naziv dolar.  1 dolar sadrži 100 centi. 
U neslužbenom govoru, za kanadski, kao i za američki dolar se koristi naziv buck, a na francuskom govornom području piastre.
Novčanice su izdane u apoenima od 5, 10, 20, 50 i 100 dolara. Sve su novčanice istih dimenzija, ali imaju različite boje koje prevladavaju na novčanicama. Označene su i Brailleovim pismom kako bi slijepe osobe mogle znati vrijednost novčanice.
Kovanice su izdane u apoenima od 1 centa (penny), 5 centi (nickel), 10 centi (dime), 25 centi (quarter), 50 centi (50 cent piece), 1 dolara (loonie) i 2 dolara (toonie). Na svakoj kovanici nalazi se lik kraljice Elizabete II.

## Zanimljivosti
Na novčanicama od 5 kanadskih dolara, tiskanim između 1969. i 1979.   Arhivirana inačica izvorne stranice od 7. lipnja 2007. (Wayback Machine) nalazio se Puretić blok, izum bračkog ribara Maria Puretića.
| Yahoo! Finance: | AUD CHF EUR GBP HKD JPY USD |
| XE.com:         | AUD CHF EUR GBP HKD JPY USD |

## Vanjske poveznice
- Povijest kanadskog dolara
- Kanadska banka — novčanice
- Heiko Otto (ur.). Kanadske novčanice (njemački, engleski, i francuski). Pristupljeno 25. siječnja 2019. (njem.) (engl.) (fr.)